# Kadettenweiher

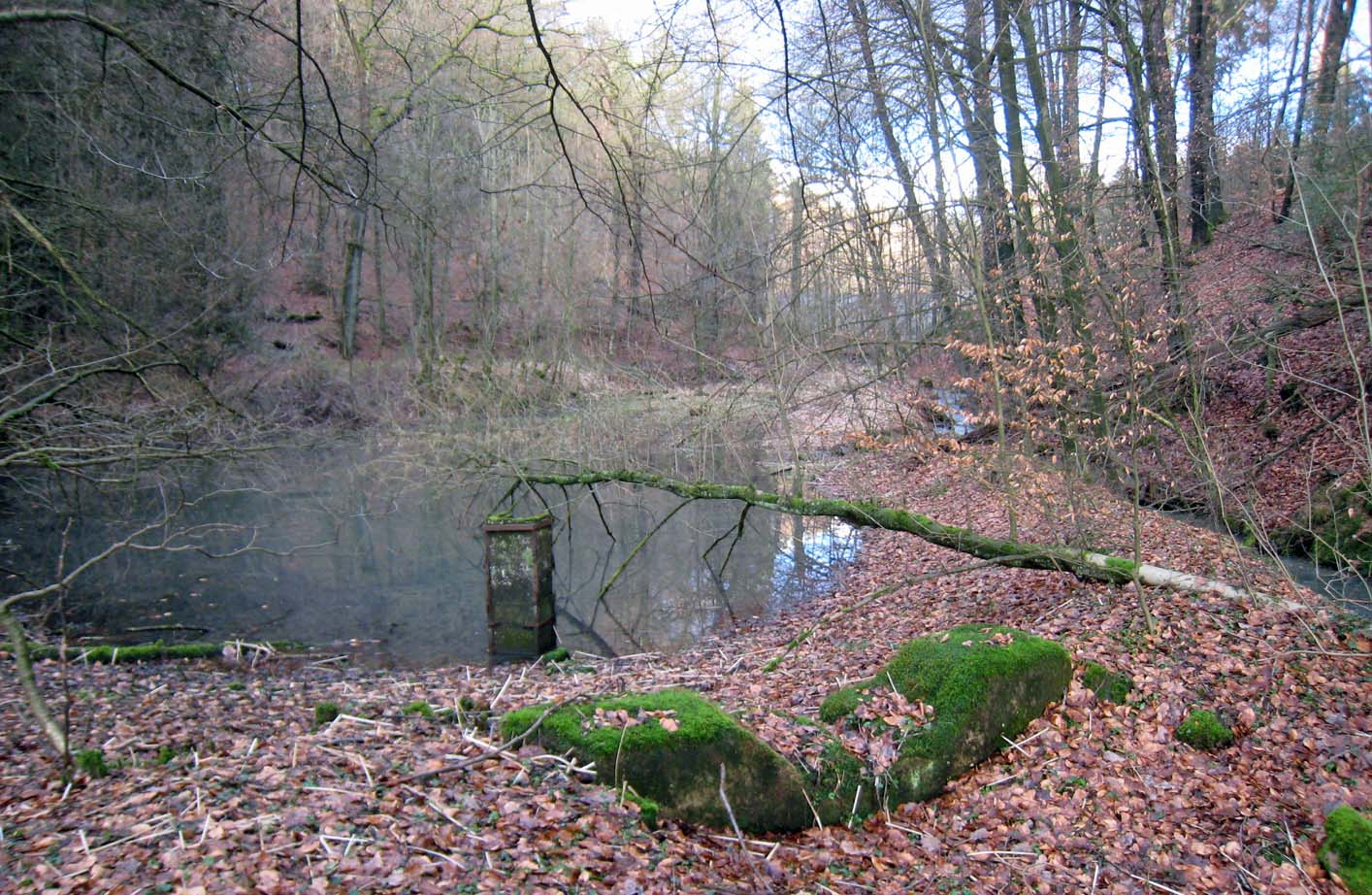
Der Kadettenweiher im Milchborntal

Der Kadettenweiher ist ein ehemaliger Badesee für die Kadetten der Kadettenanstalt von Schloss Bensberg. Er liegt im Milchborntal im Bergisch Gladbacher Stadtteil Bensberg und wird vom Milchbornbach gespeist. 

## Geschichte
Bereits 1851 begann die Kadettenanstalt mit dem Ankauf von Grundstücken hinter dem Schloss Bensberg. Dazu gehörte auch der Bereich des Kadettenweihers, weil man den 1844 erworbenen Badeteich in der Nähe des Schlosses für den Bau mehrerer Gebäude aufzugeben hatte. Im 19. Jahrhundert wurde der Kadettenweiher mit seinem sicherlich auch im Sommer ziemlich kalten Wasser zu Trainingszwecken der Kadetten genutzt. Das war nicht mehr erforderlich, nachdem die Kadettenanstalt Anfang des 20. Jahrhunderts ein Hallenbad neben dem Schloss errichtet hatte.